# Guitar Center
Guitar Center är den största återförsäljaren av musikinstrument i USA. Butikerna som ingår i kedjan är till hälften affär och hälften museum. I skyltfönstren i affären på 7425 Sunset Boulevard i Hollywood, finns många olika instrument som har tillhört många olika gitarrister. 
Det finns även gjutna handavtryck i betong på marken utanför affären, bland annat från Ozzy Osbourne, Donald Fagen, John Lennon, Frank Zappa, Leo Fender och Armand Zildjian.